# Thomas Zander
Thomas Zander (ur. 25 sierpnia 1967 w Aalen) – niemiecki zapaśnik w stylu klasycznym
Na Igrzyskach Olimpijskich w Atlancie w 1996 zdobył srebrny medal w wadze średniej, przegrywając w finale z Turkiem Hamzą Yerlikayą. Do jego osiągnięć należą także cztery medale mistrzostw świata: złoty (1994), srebrny (1999) i dwa brązowe (1995, 1997). Ma w swoim dorobku również sześć medali mistrzostw Europy: cztery złote (1990, 1992, 1993, 1994), srebrny (1997) i brązowy (1991). Siedmiokrotnie był mistrzem Niemiec (1990, 1992, 1993, 1994, 1996, 1997, 1998).